# Maine Red Claws 2019-2020
La stagione 2019-20 dei Maine Red Claws fu l'11ª nella NBA D-League per la franchigia.
I Maine Red Claws al momento dell'interruzione della stagione a causa della pandemia da COVID-19, erano primi nella Atlantic Division con un record di 28-14.

## Roster
| N° | Naz.                   | Ruolo | Sportivo         | Anno | Alt. | Peso |
| -- | ---------------------- | ----- | ---------------- | ---- | ---- | ---- |
| 00 | Stati Uniti (bandiera) | G     | Bryce Brown      | 1997 | 191  | 91   |
| 1  | Stati Uniti (bandiera) | A     | Yante Maten      | 1996 | 201  | 109  |
| 5  | Stati Uniti (bandiera) | G     | Jaysean Paige    | 1996 | 188  | 91   |
| 8  | Stati Uniti (bandiera) | A     | Sheldon Jeter    | 1996 | 203  | 102  |
| 10 | Stati Uniti (bandiera) | G     | Justin Bibbs     | 1996 | 196  | 100  |
| 11 | Stati Uniti (bandiera) | A     | Dorian Pickens   | 1996 | 196  | 98   |
| 21 | Stati Uniti (bandiera) | G     | Carsen Edwards   | 1998 | 180  | 91   |
| 22 | Stati Uniti (bandiera) | A     | Kaiser Gates     | 1996 | 201  | 102  |
| 23 | Stati Uniti (bandiera) | C     | John Bohannon    | 1991 | 211  | 95   |
| 25 | Stati Uniti (bandiera) | A     | Wayne Blackshear | 1992 | 196  | 104  |
| 45 | Stati Uniti (bandiera) | GA    | Romeo Langford   | 1999 | 193  | 98   |
| 51 | Stati Uniti (bandiera) | G     | Tremont Waters   | 1998 | 178  | 79   |
| 57 | Stati Uniti (bandiera) | G     | Trey Davis       | 1993 | 183  | 82   |
| 77 | Francia (bandiera)     | AC    | Vincent Poirier  | 1993 | 213  | 107  |
| 99 | Senegal (bandiera)     | C     | Tacko Fall       | 1995 | 226  | 141  |

## Staff tecnico
- Allenatore: Darren Erman
- Vice-allenatori: Alex Barlow, Evan Bradds, Allen Deep, Allen Harris, Brooks Sales, Pierre Sully, Tre Whitted